# لیندا براوا
لیندا کالبِری لامپِنیوس Linda Cullberg Lampenius که با نام خانوادگی‌اش لیندا لامپنیوس و نام صحنه‌ایِ بین‌المللی‌اش لیندا بِراوا، شناخته‌شده‌تر است (زادهٔ ۲۶ فوریه ۱۹۷۰) ویلن‌نواز فنلاندی کنسرتهای کلاسیک است. بِراوا به عنوان یکی از چیره‌دست‌ترین و هنرمندترین نوازندگانِ نسلِ خود مشهور است. بِراوا همچنین نوازندگی در گونه‌های دیگر موسیقی شامل پاپ، راک، فولکلور، تکنو، موسقی فیلم، جاز و موسیقی فیلم را در کارنامهٔ هنری‌اش دارد.